# Jean Chamoun
Jean Chamoun (en arabe : جان شمعون), né en 1944, mort en 2017, est un réalisateur et un pionnier du cinéma libanais. Il a été récompensé du prix Luchino-Visconti pour l'ensemble de son œuvre. Il a réalisé un grand nombre de ses films documentaires en collaboration avec son épouse Mai Masri. Plusieurs films du couple ont obtenu des prix internationaux et ont été diffusés sur une centaine de chaînes de télévision à travers le monde.

## Biographie
Jean Chamoun est originaire de la plaine de la Bekaa au Liban.
Il suit des études de cinéma de l’Université de Vincennes à Saint-Denis (Paris 8) et d’art dramatique au Liban. 
Il est professeur de cinéma à l’Académie des beaux-arts de Beyrouth de 1976 à 1983.
Il crée une émission radio (en arabe), On est toujours en vie… Dieu Merci, sur Radio Liban, avec l'homme de théâtre Ziad Rahbani.
Il est le mari de la réalisatrice palestinienne Mai Masri, avec laquelle il partage une conception du cinéma comme forme d'engagement politique,.

## Films
- 1973 : Alors, premier film de Jean Chamoun, qui étudiait le cinéma à l’Université Paris 8 à Vincennes ; ce documentaire est centré sur les luttes des étudiants libanais à Paris[7].
- 1977 : participation au film collectif Tell al-Za'tar (avec Mustafa Abu Ah et Pino Adriano), à propos du camp palestinien de Tell al-Zaatar assiégé[8],[9].
- 1979 : Hymne à la Liberté / La cantique des hommes libres / Anshuda al-ahrar.[9]
- 1983, avec Mai Masri : Sous les décombres / Tahtal ankad (48'), ce documentaire[9] évoque la vie quotidienne des Libanais pendant le siège de Beyrouth par l'armée israélienne en 1982[10],[11] ; prix spécial du jury du Festival de Valence[12]
- 1986, avec Mai Masri : Fleurs sauvages : Femmes du Sud Liban / Fleurs d'ajonc: Femmes du Sud du Liban/ Zahrat el koundoul (71')[9] ; ce documentaire traite du rôle des femmes pendant l'invasion israélienne du Liban de 1982 ; prix de la critique du Festival du film de Carthage et prix spécial du jury du Festival de Valence[13]
- 1988, avec Mai Masri : Génération de la guerre — Beyrouth / Beyrouth, la génération de la guerre (52')[9] ; le film retrace le parcours de trois personnes qui ont vécu la guerre[14] ; le film est récompensé du Bronze Apple Award[15]
- 1990, avec Mai Masri : Les Enfants du Feu / Atfel jab al al nar (50')[9] ; le film porte sur l'intifada palestinienne[16]
- 1992, avec Mai Masri : Rêves suspendus / Ahlam mu'allaqa (52')[9]
- 1994 : L'otage de l'attente / Hostage of Time (en) / Rahinat el-intizar (50')[9] ; le film évoque les Libanais qui vivent à quelques kilomètres de la frontière israélo-libanaise[17] ;  Silver Award au  Festival international de programmes audiovisuels documentaires de Biarritz (à Cannes)[18] et prix spécial du jury au Festival d'Ismaïlia[19]
- 1995, avec Mai Masri  : Hanan Ashwari: femme de son temps[9]
- 1998, avec Mai Masri  : Les Enfants de Chatila (47')[9]
- 1999 : Face à la Destruction / Ma adhan fi wjh aal-dammar[9]
- 2001, avec Mai Masri  : Frontières du rêve et de la peur / Ahlam al-manfa (2001, 56', vidéo)[9]
- 2003, avec Mai Masri  : La lanterne magique [9]
- 2006, avec Mai Masri : Comédie dans la ligne de mire / Sourire enflammé[9]
- 2006, avec Mai Masri  : La mémoire renaissante (2006)[9]
- 2000 : L'Ombre de la ville / Taif al-madina (100')[9]  : l'action se déroule pendant la guerre du Liban (1975-1990) ; un jeune adolescent, Rami, 12 ans, quitte le Sud du Liban en proie à la guerre, et se rend à Beyrouth, où il devient serveur dans un café[5]. Il est marqué par la mort de l'un de ses amis, musicien, assassiné, et le départ de sa meilleure amie, Yasmine[20]. Des années plus tard, son père ayant été enlevé sur la ligne de démarcation à Beyrouth, il rejoint la milice pour le retrouver et rencontre Siham, elle-même en quête de son mari disparu[5]. Il s'agit du premier long-métrage de fiction du réalisateur.
- 2004 : Terre des femmes / Femmes au-delà des frontières / Ard ennissa' : (58') ce film est le plus connu du réalisateur[2] ; il est centré sur des femmes palestiniennes[21].